# Prostórne (Crimea)
|  | Per a altres significats, vegeu «Prostórnoie». |

Prostórne (en (ucraïnès): Просторне, en rus: Просторно, Prostórnoie) és un poble de la República Autònoma de Crimea a Ucraïna, que el 2014 tenia 635 habitants. Pertany al districte rural de Djankoi. Fins al 1948 la vila es deia Xirín Novi.